# Stenorhopalus opacus
Stenorhopalus opacus là một loài bọ cánh cứng trong họ Cerambycidae.